# Eggelingen
Eggelingen is een dorp in het Landkreis Wittmund in de Duitse deelstaat Nedersaksen. Bestuurlijk maakt het deel uit van de stad Wittmund. Het dorpje ligt ten noordoosten van de stad Wittmund.
De historische kern van het dorp ligt rond twee warften. Op een van deze warften staat de middeleeuwse dorpskerk uit de veertiende eeuw. Naar de ouderdom van de terpen is nog geen onderzoek gedaan.
- Virtual International Authority File: 241863774